# Wydział Nauk Humanistycznych Katolickiego Uniwersytetu Lubelskiego Jana Pawła II
Wydział Nauk Humanistycznych Katolickiego Uniwersytetu Lubelskiego Jana Pawła II – jednostka naukowo-dydaktyczna Katolickiego Uniwersytetu Lubelskiego Jana Pawła II założona wraz z całym uniwersytetem w 1918 roku.

## Historia
Wydział był jednym z czterech pierwszych wydziałów KUL. Jego struktura opierała się początkowo na czterech sekcjach: filozoficznej, filologii klasycznej, filologii nowożytnej i historii. 
Na przestrzeni dziejów Wydziału do grona jego wybitnych nauczycieli akademickich należeli m.in.: Czesław Zgorzelski, ks. Józef Pastuszka, Jan Parandowski, Stanisław Szober, Witold Doroszewski, Tadeusz Brajerski, Juliusz Kleiner, Jan Czekanowski, Marian Plezia, Henryk Elzenberg, Zygmunt Sułowski, Jerzy Kłoczowski, Irena Sławińska. W latach 70. i 80. XX wieku wykładowcą Wydziału był Władysław Bartoszewski. Wydział składał się z 8 instytutów.
Przez kilka lat (2009-2016) wydział publikował czasoposmo Scripta Biblica et Orientalia.

## Władze w kadencji 2021–2024
- Dziekan: dr hab. Dariusz Skórczewski, prof. KUL
- Prodziekan do spraw studenckich: dr hab. Jolanta Klimek-Grądzka, prof. KUL
- Prodziekan do spraw kształcenia: dr hab. Monika Sidor, prof. KUL[7]

## Poczet dziekanów
- 1923–1925: Henryk Jakubanis
- 1957–1959: Stanisław Łoś
- 1968–1974: Jerzy Kłoczowski[8]
- 1974–1981: Zygmunt Sułowski
- 1999–2008: Janusz Drob
- 2008–2012: Krzysztof Narecki
- 2012–2016: Hubert Łaszkiewicz
- 2016–2021: Magdalena Charzyńska-Wójcik

## Kierunki studiów
W roku akademickim 2021/2022 w Wydziale prowadzone są następujące kierunki studiów I i II stopnia:
- Filologia angielska
- Filologia germańska
- Filologia klasyczna
- Filologia niderlandzka
- Filologia polska
- Edytorstwo
- Humanistyka cyfrowa
- Filologia romańska, Hispanistyka, Italianistyka
- Sinologia
- Filologia słowiańska i lingwistyka stosowana
- Historia, krajoznawstwo i turystyka kulturowa
- Historia sztuki
- Muzykologia

## Struktura
- Instytut Językoznawstwa – dyrektor: dr hab. Magdalena Smoleń-Wawrzusiszyn
- Instytut Literaturoznawstwa – dyrektor: dr hab. Grzegorz Maziarczyk, prof. KUL
- Instytut Nauki o Sztuce – dyrektor: ks. dr hab. Piotr Wiśniewski, prof. KUL
- Instytut Historii – dyrektor: dr hab. Tomasz Nowicki, prof. KUL[10]

## Wybitni absolwenci
- Bogdan Borusewicz
- Małgorzata Chomycz-Śmigielska
- Jerzy Meysztowicz
- Zbigniew Strzałkowski